# Kazimierz Zbigniew Sowa
Kazimierz Zbigniew Sowa (ur. 16 sierpnia 1942 w Krakowie) – polski socjolog.

## Życiorys
Absolwent (dyplom z socjologii uzyskał w roku 1965), a obecnie emerytowany profesor Uniwersytetu Jagiellońskiego w Krakowie. Doktorat Studenci pochodzenia wielkomiejskiego. Środowisko społeczne jako czynnik socjalizacji napisał pod kierunkiem profesora Pawła Rybickiego, obronił w 1971 na Uniwersytecie Jagiellońskim. Jego praca habilitacyjna Wstęp do socjologicznej teorii zrzeszeń drukiem została wydana dwukrotnie w 1986 i 1988  stała się pod koniec lat siedemdziesiątych podręcznikiem w kilku akademiach ekonomicznych, ale również klasyczną już pozycją we współczesnej socjologii polskiej. Pracował również na Uniwersytecie Śląskim w Katowicach (1977–1978), w rzeszowskiej filii Szkoły Głównej Planowania i Statystyki (1985–1990; obecnie Szkoła Główna Handlowa), w Wyższej Szkole Pedagogicznej w Rzeszowie (1983–2003; obecnie Uniwersytet Rzeszowski; w latach 1990–1996 rektor tej uczelni); w Wyższej Szkole Europejskiej im. ks. Józefa Tischnera (2003–2005) w PWSZ w Oświęcimiu (2006–2016). Od roku 2017 wykłada na studiach doktoranckich w Wyższej Szkole Informatyki i Zarządzania w Rzeszowie.
Był aktywny zawodowo za granicą: w latach 1976–1979 pracował w Bagdadzie przy opracowaniu Generalnego Programu Budownictwa Mieszkaniowego dla Iraku do roku 2000. W 1986 stypendysta (temporary fellow) Nuffield College Uniwersytetu w Oksfordzie.
W latach 1980–1981 był doradcą Regionu Małopolska NSZZ „Solidarność”, a w 1981 roku pełnił funkcję przewodniczącego Komisji Zakładowej NSZZ „Solidarność” przy Spółdzielczym Instytucie Badawczym w Warszawie.
W okresie 1996–2003 członek Komitetu Socjologii Polskiej Akademii Nauk (1999–2003 członek Prezydium). W latach 1981–1984 oraz 2000–2003 członek Zarządu Głównego Polskiego Towarzystwa Socjologicznego, w latach 1984–1981 – przewodniczący Krakowskiego Oddziału Polskiego Towarzystwa Socjologicznego.
W latach 1999–2005 członek Rady Krajowej Stowarzyszenia „Wspólnota Polska”, a w latach 1996–2002 prezes rzeszowskiego oddziału tego stowarzyszenia.
Był twórcą oraz długoletnim Przewodniczącym Rady Programowej wielotomowej serii wydawniczej Galicja i jej dziedzictwo zapoczątkowanej przez Wydawnictwo WSP w Rzeszowie, a kontynuowanej przez Wydawnictwo Uniwersytetu Rzeszowskiego. Był także m.in. członkiem Rady Redakcyjnej czasopisma „Zarządzanie Publiczne” oraz członkiem Rady Programowej czasopisma „Trzeci Sektor”.
Odznaczony m.in. Złotym Krzyżem Zasługi (1981), Medalem Komisji Edukacji Narodowej (1998) oraz Krzyżem Kawalerskim Orderu Odrodzenia Polski (2002).
Jako socjolog podejmował w swojej pracy badawczej i refleksji teoretycznej m.in. problematykę zrzeszeń, miasta i urbanistyki, gospodarki nieformalnej, społeczności lokalnych i lokalizmu, historii socjologii polskiej oraz szkolnictwa wyższego.
Mieszka w Lanckoronie. Ojciec Jana Sowy.

## Najważniejsze publikacje książkowe
- 1965 – Dom studencki jako środowisko społeczne, Warszawa
- 1971 – Studenci Katowic i Krakowa, Warszawa
- 1975 – Elementy socjologicznej teorii zrzeszeń, Warszawa
- 1988 – Miasto – środowisko – mieszkanie, Kraków
- 2000 – Socjologia – społeczeństwo – polityka, Rzeszów
- 2012 – Szkice o sferze publicznej i polskim społeczeństwie obywatelskim, Kraków